# Шеремет, Владимир Александрович
Шеремет Владимир Александрович (6 ноября 1949, Николаевская область — 26 июня 2015, Кривой Рог, Днепропетровская область) — советский и украинский металлург. Кандидат технических наук. Лауреат Государственной премии Украины в области науки и техники (2001).

## Биография
Родился 6 ноября 1949 года в Николаевской области.
В 1956 году с семьёй переехал в город Кривой Рог.
В 1966—1968 годах — слесарь объединения «Криворожжелезобетон».
В 1970 году начал работать на заводе «Криворожсталь» в сортопрокатном цехе № 1 (СПЦ-1) сортировщиком-сдатчиком горячего металла. С 1973 года работал на блюминге № 1: от мастера до начальника цеха.
В 1976 году поступил и в 1979 году окончил Криворожский металлургический техникум.
В 1988 году окончил Криворожский факультет Днепропетровского металлургического института.
С 1993 года — главный специалист по прокатному производству, заместитель главного инженера по прокатному производству, директор завода «Криворожстальпрокат», технический директор — главный инженер, глава администрации по производству.
В 2011 году вышел на пенсию.
Умер 26 июня 2015 года в Кривом Роге.

## Научная деятельность
Специалист в области металлургии. Кандидат технических наук. Автор 30 научных работ, 70 рационализаторских предложений, 9 изобретений.

## Награды
- Государственная премия Украины в области науки и техники (3 декабря 2001) — за разработку и внедрение ресурсосберегающей технологии производства конкурентоспособного на мировом рынке арматурного проката нового поколения[3];
- Заслуженный металлург Украины (1994)[1];
- Заслуженный работник «Криворожстали»[2];
- Орден Трудовой Славы 3-й степени[2];
- Орден «За заслуги» (Украина) 3-й степени[4];
- Почётная грамота Кабинета Министров Украины[2];
- Почётная грамота Верховной рады Украины[2];
- Знак «За весомый вклад в развитие Днепропетровщины»[2];
- Знак «За заслуги перед городом» (Кривой Рог) 1—3 степени[2].

## Память
- Памятная доска на фасаде Криворожского металлургического института НМАУ в городе Кривой Рог[5];
- Памятная доска на здании блюминга в городе Кривой Рог[6].